# Oligosoma northlandi
Oligosoma northlandi là một loài thằn lằn trong họ Scincidae. Loài này được Worthy mô tả khoa học đầu tiên năm 1991.